# Иван Христов (поет)
Вижте пояснителната страница за други личности с името Иван Христов.
Иван Христов Иванов е български поет, литературовед и музикант.

## Биография
Учи в Националната Априловска гимназия в гр. Габрово, специалност Култура, естетика, изкуствознание, която завършва през 1996 година. През 2002 г. завършва българска филология в Софийския университет. Става доктор по нова българска литература към Института за литература БАН с дисертация на тема „Кръгът „Стрелец“ и идеята за родното“ (2009) и доцент с хабилитация на тема „Българският литературен модернизъм. Проблемът за времето и идентичността“ (2022). Член е на Сдружение на българските писатели и на Български ПЕН клуб. През 2005 г. заедно с писателите Петър Чухов и Емануил А. Видински и етномузиколога и преводач Анджела Родел Иван Христов основава групата за етно-рок поезия „Гологан“ и издава музикалния албум „Опит за запомняне“. През 2012 г. групата престава да съществува. През 2018 г. Петър Чухов и Иван Христов възстановяват част от композициите на групата и издават едноименен албум „Гологан“, който е записан още през 2007 г.

## Творчество
Основни мотиви в поезията на Иван Христов са идентичността, разрухата, вечното търсене, свободата и любовта. Друг ключов мотив в творчеството му е мотивът за съня и спомена, пронизани от миналото, което е обект на разглеждане и преосмисляне. Отличителни белези на ранните му стихове са пресъздаване на пустотата, изплъзващото се съдържание и сравнението на хората с празни черупки (в стихосбирката „Сбогом деветнайсти век“). В поезията му се открояват постмодерни елементи – напр. пастишът, изграден върху различни вариации на народната песен (в стихосбирката „Бдин“). Характерно за лирическия герой, който поетът изгражда, е пребиваването му в едно своеобразно вакуумно пространство, в което съдържанието се изплъзва. Той се стреми към свобода (в „Американски поеми“) или претърпява различни метаморфози, за да достигне до любовта на желания обект (в „Любовен речник“). Христов конструира един лирически герой, който споделя дълбоко лични преживявания, поднасяйки това в характерния за него изчистен стил на писане.

## Награди
- Първа награда за поетичен дебют „Южна пролет“ (2002) за Сбогом, деветнайсети век.
- Литературна награда „Светлоструй“ (2006) за Бдин.
- Първа награда от поетичен маратон в рамките на фестивала „Пролетта на Горан“, Хърватия (2009).
- Културата е спасение за хуманността, Международен форум на поезията Сафи, Мароко (2018).[2]

## Музика
- Автор е на музикалния албум „Опит за запомняне“ (2005) и съавтор на албума „Гологан“ (2019). Съосновател и вокал е на етно рок група Гологан.[7]